# Santiago Peña
Santiago Peña Palacios (* 16. listopadu 1978 Asunción) je paraguayský politik a ekonom, od roku 2023 prezident Paraguaye.
Zvolen byl 30. dubna 2023 ziskem 43,93 % hlasů v jednokolovém volebním systému.

## Politické názory
V květnu 2017 Peña prohlásil, že je pro manželství osob stejného pohlaví, zatímco v souvislosti s potraty uvedl, že je otevřený dialogu. Krátce po kritice ze strany konzervativců změnil postoj.
Během voleb v roce 2023 byl považován za konzervativního politika, který je proti legalizaci potratů a manželství osob stejného pohlaví. Během své kampaně slíbil vytvořit 500 000 pracovních míst a vyloučil zvyšování daní. V květnu téhož roku oznámil, že po složení prezidentské přísahy plánuje přesunout paraguayské velvyslanectví v Izraeli z Tel Avivu do Jeruzaléma – tento krok předtím v roce 2018 učinil Horacio Cartes, ale později v témže roce ho Mario Abdo Benítez zrušil.
V únoru 2023 v rozhovoru pro deník Folha de S.Paulo řekl, že vojenská diktatura Alfreda Stroessnera vedla k „více než 50leté stabilitě v Paraguayi“. Peña dále uvedl, že Stroessner, který se dostal k moci díky státnímu převratu, se dostal k moci v důsledku „politické dohody“. Jeho výroky byly kritizovány opozičními politiky a aktivisty. Mimo jiné byl obviněn ze snahy získat hlasy konzervativních a ultrakonzervativních voličů strany Colorado.